# Friedrich Wilhelm Kortüm
Friedrich Wilhelm Kortüm oder Wilhelm Friedrich Kortüm und Wilhelm Kortüm (geboren 1. Oktober 1843 in Heidelberg; gestorben nach 1898) war ein deutscher Schriftsteller und Chefredakteur der ab Ende des 19. Jahrhunderts in Hannover erschienenen Tageszeitung Hannoversche Tages-Nachrichten.

## Leben
Kortüm war Sohn des Schriftstellers, Historikers und Hochschullehrers Johann Friedrich Christoph Kortüm.
1873 verfasste Kortüm in Heidelberg handschriftlich „zum fünfzigjährigen Doktorjubiläum des Erklärers von Göthes Faust. Professor Karl Alexander von Reichlin-Meldegg [eine] Dramatische Dichtung“, die später Teil der Sammlung der Handschriften sowie der Faustsammlung der Herzogin-Anna-Amalia-Bibliothek in Weimar wurde.

## Schriften (Auswahl)
- Doktor Faust im Gratulationsfrack! Zum fünfzigjährigen Doktorjubiläum des Erklärers von Göthes Faust. Proffessor Karl Alexander von Reichlin-Meldegg. Dramatische Dichtung / von Wilhelm Friedrich Kortüm, Handschrift, Heidelberg 1873; Digitalisat
- Kaiser Wilhelm der Große. Gedenkbüchlein zur hundertjährigen Geburtstags-Feier, Hannover: Göhmann, 1897
- Erinnerungen an die Kaisertage in Hannover 2. bis 4. September 1898. Mit Abbildungen der für die Empfangsfeierlichkeiten errichteten Ehrenpforten, Tribünen u.s.w., Hannover: Verlag und Druck der Göhmannschen Buchdruckerei, 1898; Digitalisat
- Der letzte Ramiro. 2 Gedichte, Maschinenschrift, [o. O., o. D.]